# Babi Arenhart
Bárbara Elisabeth Arenhart, mais conhecida como Babi (Novo Hamburgo, 4 de outubro de 1986) é uma handebolista brasileira que joga na posição de goleira. Defendeu o Nykøbing Falster Håndboldklub entre 2015-2016.
Integrou a delegação brasileira que disputou os Jogos Pan-Americanos de 2011, em Guadalajara, no México. Conquistou a medalha de ouro e vaga nos Jogos Olímpicos de 2012. Participou das Olimpíadas de 2016 no Rio de Janeiro.
Babi foi campeã mundial com a Seleção em 2013 na Sérvia. Em 2023, comemorou 200 jogos pela Seleção Brasileira Feminina de Handebol.

## Vida pessoal
Babi Arenhart afirma que nunca teve problemas ou sofreu preconceito por se identificar como lésbica. Em 2020, postou no website Olimpíada Todo Dia, um texto alusivo ao Dia Internacional do Orgulho LGBT, onde aparece numa foto com a namorada Karol.

## Trajetória desportiva

### Clubes
Babi começou sua carreira no Santa/Feevale, clube da sua cidade natal, onde jogou por oito anos. De lá, saiu para jogar no Metodista/São Bernardo, antes de jogar na Espanha. No Parc Sagunto foi campeã da Copa da Rainha de 2008. Em 2010 foi para o Byåsen IL da Noruega, onde jogou por um ano.
Em 2011 acertou com o Hypo Niederösterreich da Áustria, assim como as brasileiras Alexandra, Dani Piedade, Fran, Fernanda e Ana Paula. No Hypo foi bicampeã da Liga Nacional, bicampeã da Copa da Áustria e campeã da Recopa da Europa. Em 2013 foi eleita a melhor jogadora do ano.
Em 2014 anunciou sua saída do Hypo após o fim da temporada para jogar no Baia Mare da Romênia. Em 2015 anunciou sua saída do HCM Baia Mare após o fim da temporada para jogar no Nykøbing Falster Håndboldklub.

### Seleção
Na seleção brasileira, ela foi vice-campeã do Campeonato Pan-Americano de 2009 no Chile. Foi campeã do mesmo torneio em 2011 no Brasil e 2013 na República Dominicana.
Ganhou a medalha de ouro com a seleção nos Jogos Pan-Americanos de 2011 em Guadalajara.
No ano de 2013 foi campeã da Provident Cup na Hungria e campeã do sul-americano na Argentina, garantindo uma vaga para o mundial.
Babi disputou o Campeonato Mundial em 2009, 2011 e 2013. No mundial de 2011, o Brasil venceu a  Tunísia por 34 a 33 e Babi marcou o gol da vitória no último lance do jogo. No Campeonato Mundial de 2013, na Sérvia, ela comemorou a conquista do seu primeiro título mundial, sendo eleita a melhor goleira do torneio.
Em 2014 foi campeã dos Jogos Sul-Americanos em Santiago.
Nas Olimpíadas de Paris em 2024, Babi será novamente capitã da Seleção Brasileira de handebol.

## Principais conquistas

### Títulos
Parc Sagunto
- Campeã da Copa da Rainha: 2008

Hypo Niederösterreich
- Bicampeã da Liga Nacional: 2012 e 2013
- Bicampeã da Copa da Áustria: 2012 e 2013
- Campeã da Recopa da Europa: 2012/13

Seleção Brasileira
- Campeã Mundial: 2013
- Bicampeã do Campeonato Pan-Americano: 2011 e 2013
- Campeã dos Jogos Pan-Americanos: 2011[23]
- Campeã dos Jogos Pan-Americanos: 2015[23]
- Campeã dos Jogos Pan-Americanos: 2019[23]
- Campeã dos Jogos Sul-Americanos: 2014
- Campeã Sul-Americana: 2013
- Campeã da Provident Cup: 2013

### Prêmios
Hypo Niederösterreich
- Melhor goleira de 2013[1]
- Jogadora do ano de 2013[1]

Seleção Brasileira
- Melhor goleira do mundial de 2013[1]
- Melhor goleira do Campeonato Pan-Americano de 2017[1]